# جيسيكا ماكنامي
جيسيكا ماكنامي (بالإنجليزية: Jessica McNamee)‏ (ولدت في 17 يونيو 1986) ممثلة أسترالية، اشتهرت بظهورها في المسلسل التلفزيونية ذهابا وايابا.
كما ظهرت في عدة أعمال سينمائية منها فيلم تشيبس (2017).

## مسيرتها المهنية
ولدت جيسيكا ماكنامي 28 ديسمبر عام 1986 في نيوريوك هي الشقيقة الصغرى للممثلة بيني ماكنامي .بدا حياتة الفنية عام 2007 فيلم ذهابا وايابا أشهر اعمالة Sirens مشاركة مسلسل العهد The Vow مسلسل الياقة البيضاء وThe Loved Ones . المسلسل التلفزيوني وPacked to the Rafters تم شاركت عام 2000 برنامج الرقص مع نجوم تألق في فيلم رعب أحبائهم . ظهرت مهرجان تورونتو السينمائي الدولي . عام 2009 في منتصف عام 2010، ذهبت لتصوير فيلم قصير 50-50. مسلسل . شاركت عام 2012 فيلم النذر . مع راشيل ماك ادمز وتشانينج تاتوم البرنامج .

## روابط خارجية
- جيسيكا ماكنامي على موقع IMDb (الإنجليزية)
- جيسيكا ماكنامي على موقع ألو سيني (الفرنسية)
- جيسيكا ماكنامي على موقع أول موفي (الإنجليزية)
- جيسيكا ماكنامي على موقع قاعدة بيانات الأفلام السويدية (السويدية)
- جيسيكا ماكنامي على موقع قاعدة بيانات الفيلم (الإنجليزية)
- جيسيكا ماكنامي على موقع كينوبويسك (الروسية)